# 世界語詞源
世界語詞源，包括詞彙以及語法標誌主要來自羅曼語族語言，以及更少的日耳曼語族語言。人造語言在詞彙構成上，有兩種類型：一爲類似於自然型人造語言，如因特語之類的先天語言，主要吸收自然語言中的詞彙，而較少有其他變改；二爲類似於索來索語之類的後天語言，其詞彙基本與現存語言沒有任何聯繫。而世界語則走中間路線。世界語中，詞根來自諸多現存語言， 偶可見詞語拼寫爲適應世界語的音系和正字法，而有所改動，例如 eks- 對應自然語言中比較常見的 ex-，或者 teamo（隊伍）以及 boato（船）對應英語中的 team 和 boat。但是同時，世界語可以利用詞根和詞綴自由組合單詞， 導致單詞的最終面貌與自然語言相差甚遠，例如 registaro（政府）一詞其實來此拉丁語 reg（管治）。

## 詞源
柴門霍夫主要從羅曼語族以及日耳曼語族語言中借入單詞，以意大利語、法語、德語、意地緒語以及英語爲主。很大一部分的單詞來自歐洲各語的共同詞根，例如 vir- （陽性詞根）對應英語的 virile（男人），以及 okul- （眼睛）對於英語的 oculist（眼科醫生）。亦有部分單詞被認爲是在不同語言間的妥協，例如 tondri （打雷）一詞，對應法語的 tonner，意大利語的 tuonare，德語的 donnern 以及英語的 thunder。

### 羅曼及日耳曼語族
世界語最主要的參考語言爲法語、英語和德語。這三種語言同時亦爲柴門霍夫時代歐洲最多人學習及使用的語言。造成的結果是， 世界語有三分之二的詞源來自羅曼語族，餘下三分之一來自日耳曼語族，甚至還有一些來自瑞典語的詞源，例如 ju...des 的句型（表示“越...越”，如“越多越好”）。
部分單詞，例如strato（街道）以及 gisto（酵母、泡沫）相對比德語（Straße，Gest）更加接近荷蘭語（straat，gist）。亦有一些單詞被視爲是德語與英語之間的折中，例如 ŝtono（石頭）對比英語 stone 和德語 Stein。Fajro（火焰）一詞與英語對應單詞 fire 的發音接近，但是拼法上卻是借鑑意地緒語 פֿײַר fajr。誠然，相當一部分被認爲來自德語的單詞，實質上是來自意地緒語。德語藉詞中的 ei 對應世界語中的 ej（拼寫藉鑒）以及 aj（發音藉鑒），但兩組對應並不隨機，而是反映了古高地德語中 ei 及 ī：該兩組元音在現代德語中已合併爲一， 但是卻在意地緒語中依然有保留。例子有 hejmo（家）對應德語 Heim 以及 意地緒語 הײם hejm， fajfi （吹哨）對應德語 pheifen 以及意地緒語 פֿײַפֿן fajfn。因爲擔心會引起反猶主義的攻擊，柴門霍夫本人從不承認意地緒語對世界語的影響。     
而很多來自羅曼語族的單詞，在單詞形態上較多爲意大利語和法語的折中。其一，世界語在發音上以意大利語爲參考語言，其二，很多單詞拼寫向法語靠攏，例如 ĉemizo （裇衫）一詞更接近法語的 chemise 而非意大利語 camicia，以及 ĉevalo（馬）更多接近法語的 cheval 而非意大利語的 cavallo。自柴門霍夫的年代起，世界語就源源不斷吸入羅曼語族的單詞，直至1987年，有調查顯示世界語有高至84%的單詞來自羅曼語族，其餘爲日耳曼語族14%，2%斯拉夫語族及希臘語。

### 拉丁語與希臘語
僅較少部分詞根來自該兩種經典語言：
拉丁語：sed（但是），tamen（然而），post（之後），kvankam（儘管），kvazaŭ（彷彿），dum（……期間，對應英文 during），nek（對應英語 nor），aŭ（或者），hodiaŭ（今天），iri（去）。 副詞後綴 -e，以及動詞的過去時 -i- 和現在時 -a- 亦可能來自拉丁語。很多藉詞在很多語言都存在，因此並沒有清晰的來源，但是詞綴 -inda （表示“值得的”）、 -ulo （表示“人”）、 -um- （無清晰定義的詞綴）以及 -op（表示“集合”）亦可能來自拉丁語。
古典希臘語：kaj（和，來自 καί kai），pri（關於，來自περί perí），名詞複數後綴 -j，賓格後綴 -n，前綴 ek-，後綴 -ido（表示“後裔”）。命令式 -u 可能來自希伯來語或希臘語。
多數生物名字參考了二名法，因此亦來自拉丁語或者希臘語。

### 斯拉夫語族及立陶宛語
雖然柴門霍夫本人可能相對更加熟悉斯拉夫語族語言，但是出乎意料的是，世界語中的斯拉夫藉詞相當有限。下列表格爲部分被認爲來自該地區語言的世界語藉詞。

#### 俄語
| 世界語    | 單詞詮釋       | 俄語        | 俄語拉丁化   |
| --------- | -------------- | ----------- | ------------ |
| barakti   | 掙扎           | барахтаться | barahtat'sja |
| gladi     | 燙衣服         | гладить     | gladit'      |
| kartavi   | 發喉音R        | кapтaвить   | kartavit'    |
| deĵori    | 值班           | дежурить    | dezhyrit'    |
| kolbaso   | 香腸           | колбаса     | kolbasa      |
| krom      | 除了           | крутой      | krutoj       |
| nepre     | 絕對           | непременно  | nepremenno   |
| vosto     | 尾巴           | хвост       | hvost        |
| 後綴 -ĉjo | 昵稱（陽性）   | -чка        | -čka         |
| 後綴 -njo | 昵稱（陰性）   | -нька       | -n'ka        |
| 後綴 -eg- | 表示”程度加強“ | -яга        | -jaga        |

#### 波蘭語
| 世界語 | 單詞詮釋                | 波蘭語                |
| ------ | ----------------------- | --------------------- |
| Barĉo  | 羅宋湯                  | barszcz               |
| ĉu     | 是否（對應英文whether） | czy（或希伯來語 tsu） |
| eĉ     | 甚至                    | jeszcze               |
| krado  | 摩擦                    | krata                 |
| luti   | 焊接                    | lutować               |
| moŝto  | 殿下                    | mość                  |
| ol     | 對應英文than            | od                    |
| pilko  | 球                      | pilka                 |
| ŝelko  | 吊褲帶                  | szekli                |
| kelka  | 一些                    | kilka                 |

#### 俄語或波蘭語
| 世界語   | 單詞詮釋                     | 俄語      | 俄語拉丁化 | 波蘭語 |
| -------- | ---------------------------- | --------- | ---------- | ------ |
| bulko    | 麪包圈                       | булка     | bulka      | bulka  |
| celo     | 目標                         | цель      | tsel‘      | cel    |
| kaĉo     | 粥                           | каша      | kaša       | kasza  |
| klopodi  | 努力                         | хлопотать | khlopotat' | klopot |
| po       | 中英文皆無對應詞，類似“每個” | по        | po         | po     |
| 前綴pra- | 原始的                       | пра-      | pra-       | pra-   |
| prava    | 正確                         | правый    | pravyj     | prawy  |
| svati    | 做媒                         | сват      | svat       | swat   |

至於立陶宛語的藉詞則有：tuj（馬上，來自 tuoj）；後綴 -op（表示數詞的集合） 可能來自該語。另外，du（意思爲“二”）亦可能來自立陶宛語，但亦有認爲 du 可能來自拉丁語 duo。ĝi（意思爲“它”）來自該語 ji/jis。
另外值得一提的是，雖然世界語較少直接從斯拉夫語中吸收詞彙，但是世界語的構詞邏輯卻很大程度借鑑了斯拉夫語。例如 plen（表示“滿”）一詞雖然詞態上是借鑑法語 plein，但是在使用手法上卻借鑑了俄語：plena vortaro 意思爲“詞典大全”，其中 plena（類似於英文 complete）的用法在法語或者其他拉丁語族語言完全不存在。

### 其他語言
來自上述語言之外的藉詞，一般都是因爲其應用在世界語的參考語言中已經相當成熟和廣泛，才得以被吸收入世界語。例如 haŝio（筷子）來自日語，boaco（馴鹿）則來自薩米語。

### 詞源不明
Edzo（丈夫）一詞的詞源尚未有定論。普遍認爲，edzo 是逆成構詞自 edzino（妻子）。世界語中還有一些逆成構詞的例如，例如 fraŭlo （單身漢）來自德語 fräulein （小姐，通過去除陰性詞根構成詞語）。
但 edzino 一詞，根據柴門霍夫本人說法，是來自德語 Kronprinzessin，通過拆分該詞 kron- （皇冠），princ- （王子），edzino（妻子）而得。  但是，在 Vilborg 的 Etimologia Vortaro 中，edzino 一詞被認爲是來自意地緒語 רביצין/rebbetzin（太太）。透過拆分該詞 rebb（拉比）以及 etzin 而得。柴門霍夫編造 edzino 的詞源，否認其意地緒語影響，可能還是因爲想避免世界語因其猶太背景而被反猶主義攻擊。如果該推斷成立，則 edz- 該詞可能最終是來自斯拉夫語族的陰性後綴 -its(a)。
世界語的關聯詞方面，則明顯是來自歐洲語言。例如 kiel 來自法語 quel（對應英文 which），tiel 來自法語 tel（對應英文 such），ĉiu 來自意大利語 ciascun（對應英文 each），以及 -es 行來自德文的屬格 -es。世界語的關聯詞被認爲是一個創新之舉，例如 io（某人）就是直接移除 ki- 以及 ti- 而得。而世界語中借鑑意大利語和希臘的陽性後綴 -o 用作名詞標記，陰性後綴 -a 用作形容詞後綴，以及定冠詞 la，同樣被認爲是世界語在現存語言基礎上的創新。

## 屈折變化
世界語中的名詞賓格變化（-n)）和複數標誌 （-j）來自希臘語。
世界語動詞的時態變化存在三組元音變換，亦即是，動詞不定式均以 -i 結尾，而現在時、過去時及將來時則分別將 -i 替換爲 -as，-is 以及 -os。
該三組元音變換，有研究認爲，來自沃拉普克語或其他更早時期的人工語言方案。沃拉普克語中，動詞的現在時、過去時及將來時的元音變換分別是 -a，-i 以及 -o。除此之外，還有未完成時 -ä（發音爲  [ɛ]）。在1887年前的原始世界語中，同樣亦有保留一般過去時 -is 以及未完成時 -es 的差別。
以下列表爲世界語及各人工語言方案時態變法的對比：
（詳見An International Language (1928) （页面存档备份，存于））
|            | Faiguet (1765) （页面存档备份，存于） | Ruddle (1858) （页面存档备份，存于） | 沃拉普克語 (1880) | Courtonne (1885) | 世界語 (1887) |
| 現在時     | -a                                    | -a                                   | -a-               | -a-              | -a-           |
| 未來時     | -y                                    | -o                                   | o-                | -o-              | -o-           |
| 一般過去時 | -i                                    | -i                                   | i-                | (i)              | -i-           |
| 未完成時   | -e                                    | -e                                   | ɛ-                | -e-              |               |
| 條件式     |                                       | -ju                                  |                   | -u-              | -us           |
| 虛擬式     |                                       | -u                                   |                   | -ə-              | -u-           |

動詞不定式標誌 -i 可能來自拉丁語的異相動詞，例如 loqui（說話）。但是實情爲，我們很難僅僅通過一兩個字母就推斷出世界語語法現象究竟來自何現存語言，甚至有可能只是巧合。例如，世界語的命令式 -u 可能來自希伯來語命令式 -û ，但亦有可能是借鑑於希臘語異相動詞的命令式 [u]（例如dekhou，對應英文 receive!），更有可能是同時受希伯來語和希臘語的啓發。類似地，世界語副詞標記 -e 在拉丁語、意大利語以及俄語中都可以找到原型。動詞分詞的形式 -t- 以及 -nt- 則可在拉丁語、希臘語、意大利語和德語跟蹤到蹤影。而人稱代詞的 -i 結尾，則在意大利語 （mi，ti，vi，si，gli）和英語（me，we，he，she）類似。

## 爭議詞根
對於引自拉丁語以及希臘語的詞根，世界語社群內部有時會爭議到底採用何種屈折方式。柴門霍夫本人傾向引用古典語言中，單詞的斜格詞根，而非主格單數形式。例如拉丁語中，“皇帝”一詞主格爲 rex，斜格爲 reg-，而世界語中，該單詞則爲 reĝo。然而， 歐洲的世界語標準卻在此點上有較大爭議。例如，智神星在世界語中到底應該爲 Palaso（對應英文和法文 Pallas）還是 Palado （對應意大利語 Pallade，俄語  Паллада/Palláda，英文形容詞形式 Palladian）.
對於同一單詞的不同詞根，世界語有時可能會全部引用。其他語言的多義詞，在世界語中會被拆分爲不同單詞從而使表達更加準確。以下爲兩例子：
- Venus 一詞，在多數語言中可以表示金星，亦可表示羅馬神話中的愛神維納斯。在世界語中，該詞則被拆分爲另外兩個單詞，分別爲 Venuso 表示金星，及 Venero 表示維納斯；
- 拉丁語 helix （螺旋）一詞，在英語中有三種形式，分別爲名詞 helix（x=[ks]），名詞複數 helices（c=[s]），以及形容詞形式 helical（c=[k]）。在世界語中，該三個詞根都同時被吸收。其中，helico 表示原意“螺旋”，heliko 表示蝸牛，helikso 表示耳輪。

對於拉丁語及希臘語的藉詞，世界語的通常做法是直接用 -o 替換來源語言的屈折變化部分，即詞根+名詞標記 o。但是，某些情況下，原單詞的屈折變化部分可能會被保留。例子：
- “病毒”virus一詞，其詞態的拆分爲 vir-us，vir-爲詞根，-ur 屈折變化，因此按照通常做法，世界語對該詞應寫作 vir-o。但是實際情況是，世界語保留了該詞的所有部分，寫作 virus-o，而避免與 viro（男人）一詞混淆。
- 拉丁語 corp-us 在世界語中被拆爲兩個單詞，分別爲 korp-o（意思“身體”，不保留屈折詞根）以及 korpus-o （意思“軍團”，保留了屈折詞根）。

世界語的這種保留冗餘屈折的做法，可能是受立陶宛語的啓發。試對比（前者世界語，後者立陶宛語）：fokuso/fokusas（集中），kokoso/kokosas（椰子），lotuso/lotosas（蓮花），patoso/patosas（痛苦），radiuso/radiusas（半徑），sinuso/sinusas（正弦）以及viruso/virusas（病毒）。

## 原始世界語
現代世界語保留了原始世界語中的一些屈折變化，例如 pezi（重爲…），以及 pesi （稱重）。不過由於關於原始世界語的資料絕大部分已經失傳，因此難以判定現代世界語當中究竟保留了多少原始世界語的成分。